# Resorts World Sentosa

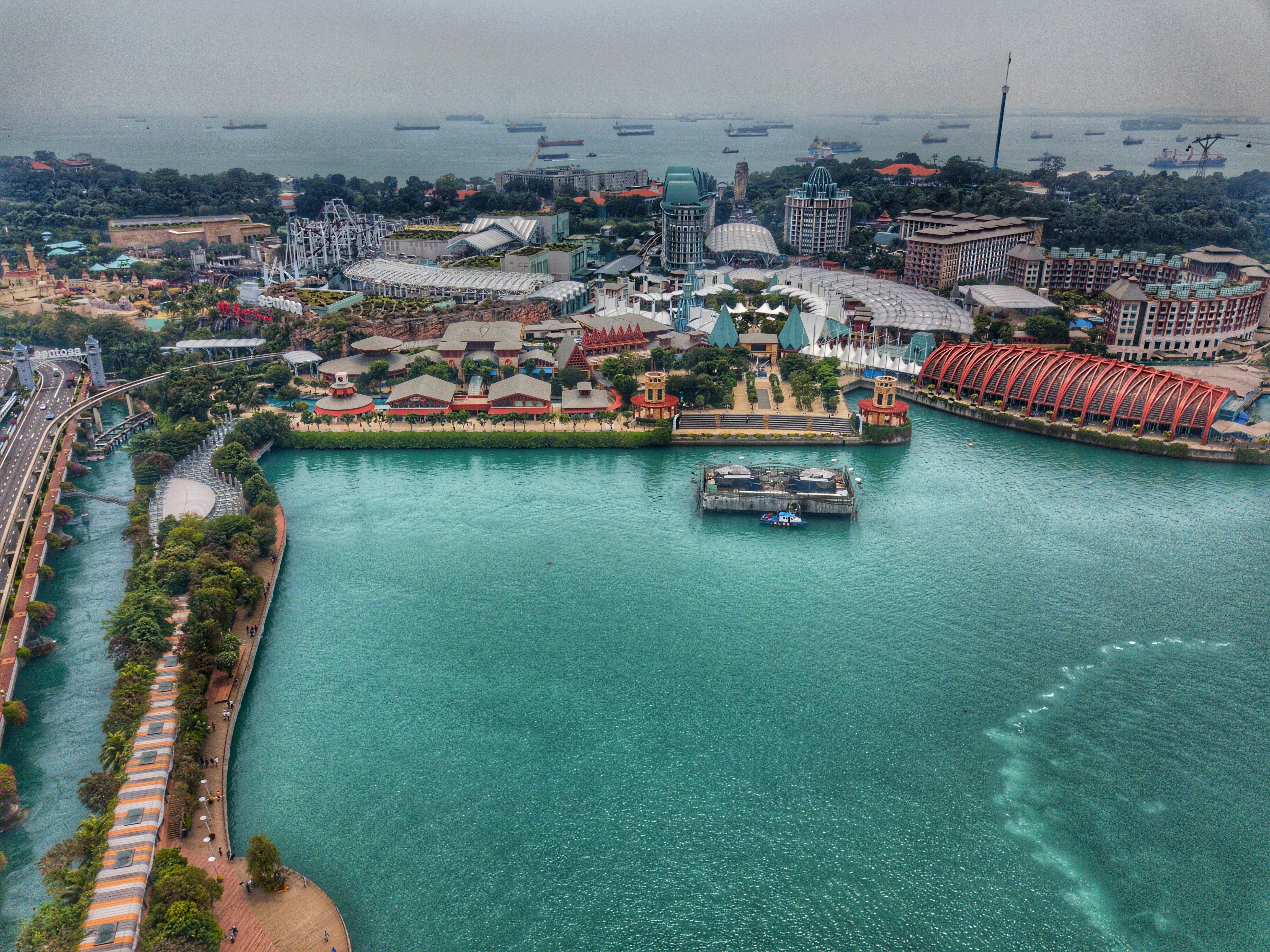
Prospettiva aerea della struttura

Resorts World Sentosa (RWS) è una struttura ricettiva turistica sull'isola di Sentosa, al largo della costa meridionale di Singapore. Le attrazioni principali sono 2 casinò, il parco a tema dello Studio Universal di Singapore, il parco acquatico Adventure Cove e l'acquario SEA, che ha il secondo più grande oceanario al mondo dopo quello cinese di Zhuhai: Chimelong Ocean Kingdom.

## Descrizione
La struttura da 6,59 miliardi di dollari statunitensi è stata sviluppata da Genting Singapore (del gruppo Genting).
Fu il terzo edificio più costoso al mondo mai costruito nel 2010.
La struttura occupa  49 ettari e quando è completamente operativo dà lavoro direttamente a 10000 persone.
Il Resorts World Sentosa è la struttura sorella di Resorts World Genting a Pahang in Malaysia e del Resorts World Manila nelle Filippine.
L'inaugurazione è avvenuta il 7 dicembre 2012, alla presenza dal primo ministro di Singapore Lee Hsien Loong insieme a Lim Kok Thay di Genting Group.